# Муниципальный стадион Момбасы
Муниципальный стадион Момбасы — многоцелевой стадион, расположенный в Момбасе, Кения. Он используется в основном для футбольных матчей и вмещает 10 000 человек.
Благодаря статусу многоцелевого стадион играет ключевую роль в играх начальной и средней школы, а также в политических встречах. На стадионе проводится большинство местных и международных футбольных матчей.
В 2021 году Кения начала модернизацию стадиона. Строительство было приостановлено, из-за застоя стены, туалеты и ванные комнаты обрушились, в связи с чем СМИ выразили недовольство. Джоаб Тумбо, секретарь округа Момбаса, объясняет задержку ремонта финансовыми ограничениями. Из-за просрочки платежей первый местный подрядчик был вынужден расторгнуть контракт.